# 平兴镇
平兴镇，原为平兴乡，是中华人民共和国四川省乐山市市中区下辖的一个乡镇级行政单位。2019年12月，撤销平兴乡和临江镇，设立平兴镇，以原平兴乡和原临江镇所属行政区域为平兴镇的行政区域。

## 行政区划
平兴镇下辖以下地区：
滑石场社区、滑石村、平兴村、陈坝村、大坝山村、山圣村、胡村、穿山村、双塘村和高冲村。